# 西古堡
西古堡，位于中国河北省张家口市暖泉镇西古堡，是一座明清古建筑。已先后列为省级文物保护单位和全国重点文物保护单位。

## 保护
1993年7月15日，西古堡公布为省级文物保护单位。
2006年5月25日，西古堡由中华人民共和国国务院公布为第六批全国重点文物保护单位，编号6-333。